# Franz Kraus (Verleger)
Franz Kraus (* 4. Oktober 1879 in Chotieschau; Österreich-Ungarn; † 22. Mai 1962 in Scheinfeld) war ein sudetendeutscher Verleger und Kulturfunktionär.

## Leben
Franz Kraus wurde am 4. Oktober 1879 in Chotieschau geboren, das zum Bezirk Mies im Königreich Böhmen gehörte. Seine Familie stammte aus der Plattener Gegend.
Kraus erlernte den Buchhandel in Pilsen in der Buchhandlung von Wendelin Steinhauser und setzte die Ausbildung im Jahre 1900 in Aachen in der von Peter Kaatzer begründeten Buchhandlung fort. Im Jahre 1902 trat er in die von Johann Gotthold Calve (1757–1806) gegründete J. G. Calve’sche Buchhandlung in Prag ein und wurde 1911 zum geschäftlichen Vertreter. Zudem übernahm er den Vertrieb der unter Mitwirkung von Karls-Universitäts-Rektor August Sauer herausgegebenen Zeitschrift „Deutsche Arbeit“.
Nach dem Ausbruch des Ersten Weltkrieges meldete Kraus sich freiwillig und diente von 1915 bis 1917 im österreichisch-ungarischen Infanterieregiment „Edler von Hortstein“ Nr. 92. Nach dem Ende des Krieges verlagerte er sein Wirkungsfeld von Prag nach Reichenberg, wo er 1919 den „Sudetendeutschen Verlag Franz Kraus“ mitsamt Buchhandlung gründete. Im Jahre 1922 war er Mitbegründer der Nordböhmischen Verlag GmbH, die hauptsächlich Schulbücher verlegte.
Für seinen Sudetendeutschen Verlag konnte Kraus namhafte Mitarbeiter bzw. Unterstützer gewinnen, so u. a. Emil Lehmann, Adolf Hauffen, Erich Gierach und später Adalbert Schmidt. Neben einer Vielzahl eigener Publikationen sudetendeutscher Autoren machte sich der Verlag verdient um eine beinahe umfassende bibliographische Erfassung sudetendeutscher Publikationen.
Kraus erwarb besondere Verdienste um das im Jahre 1927 übernommene weitere Erscheinen der von August Sauer initiierten Prag-Reichenberger Stifterausgabe (PRA), einer historisch-kritischen Ausgabe der Schriften von Adalbert Stifter. Im Jahre 1936 gab Kraus den „Sudeten-Almanach“, das „Jahrbuch deutscher Verleger in der Tschechoslowakei“ heraus.
Als das Sudetenland zu einem eigenen Reichsgau des Deutschen Reiches in Folge des Münchner Abkommens geworden war, wurde Kraus, der zum 1. November 1938 der NSDAP beigetreten war (Mitgliedsnummer 6.714.730), zum Landesleiter der Reichsschrifttumskammer für den neubegründeten Reichsgau Sudetenland ernannt.

## Publikationen
- Von sudetendeutscher Art und Kunst: 20 Jahre Sudetendeutscher Verlag Franz Kraus, Reichenberg 1939.